# Coucy-la-Ville
Coucy-la-Ville ist eine französische Gemeinde mit 195 Einwohnern (Stand 1. Januar 2022) im Département Aisne in der Region Hauts-de-France; sie gehört zum Arrondissement Laon und zum Kanton Vic-sur-Aisne.

## Geografie
Die Gemeinde liegt in einem Seitental der Ailette im Westen des Höhenzuges Chemin des Dames, etwa 17 Kilometer nördlich von Soissons und 24 Kilometer westlich von Soissons.

## Bevölkerungsentwicklung
| Jahr      | 1962 | 1968 | 1975 | 1982 | 1990 | 1999 | 2010 | 2021 |
| Einwohner | 187  | 188  | 208  | 196  | 189  | 176  | 213  | 195  |

## Sehenswürdigkeiten
- Kirche St. Remigius (Église Saint-Remi), Monument historique[1]

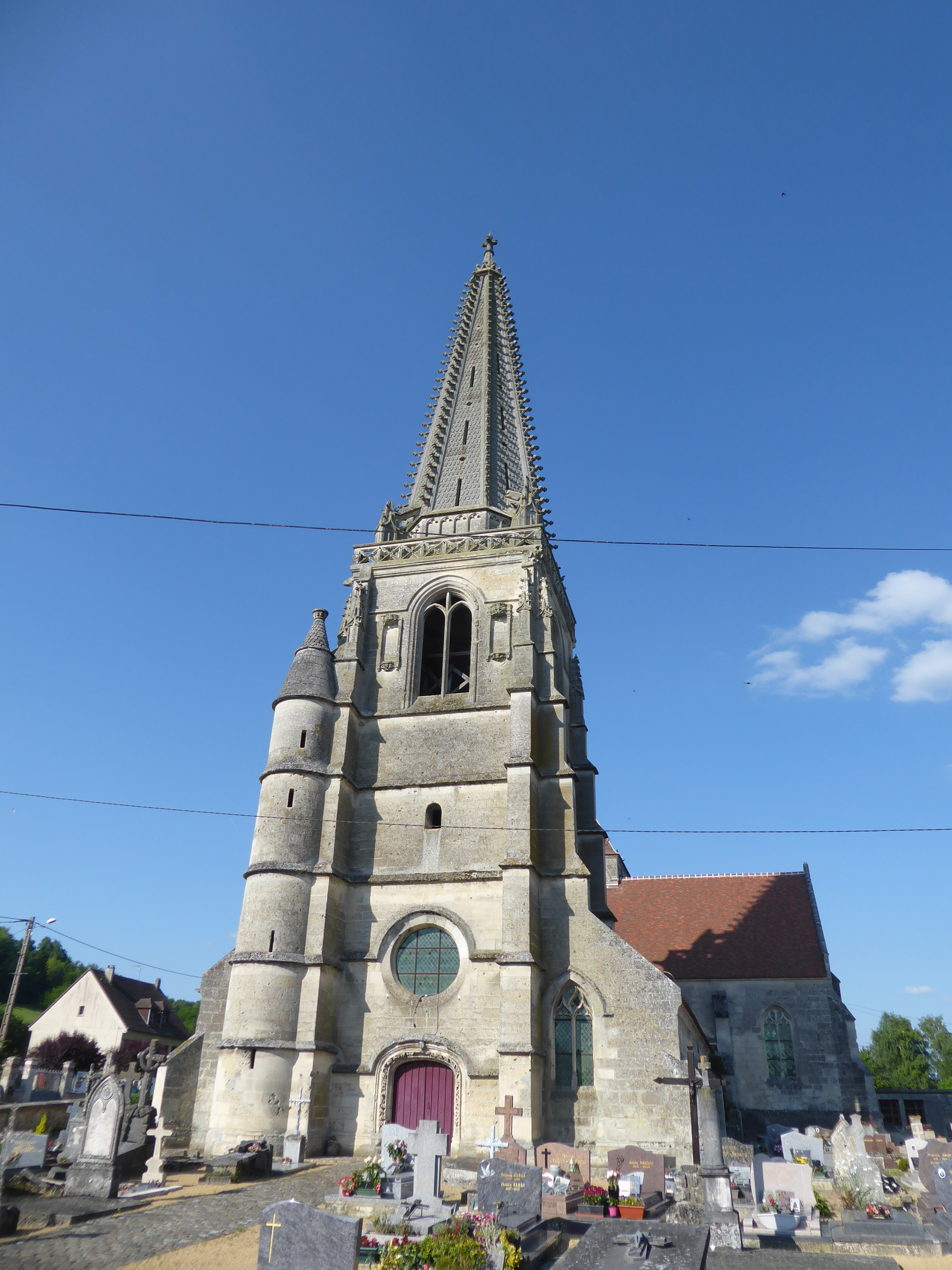
Kirche Saint-Remi
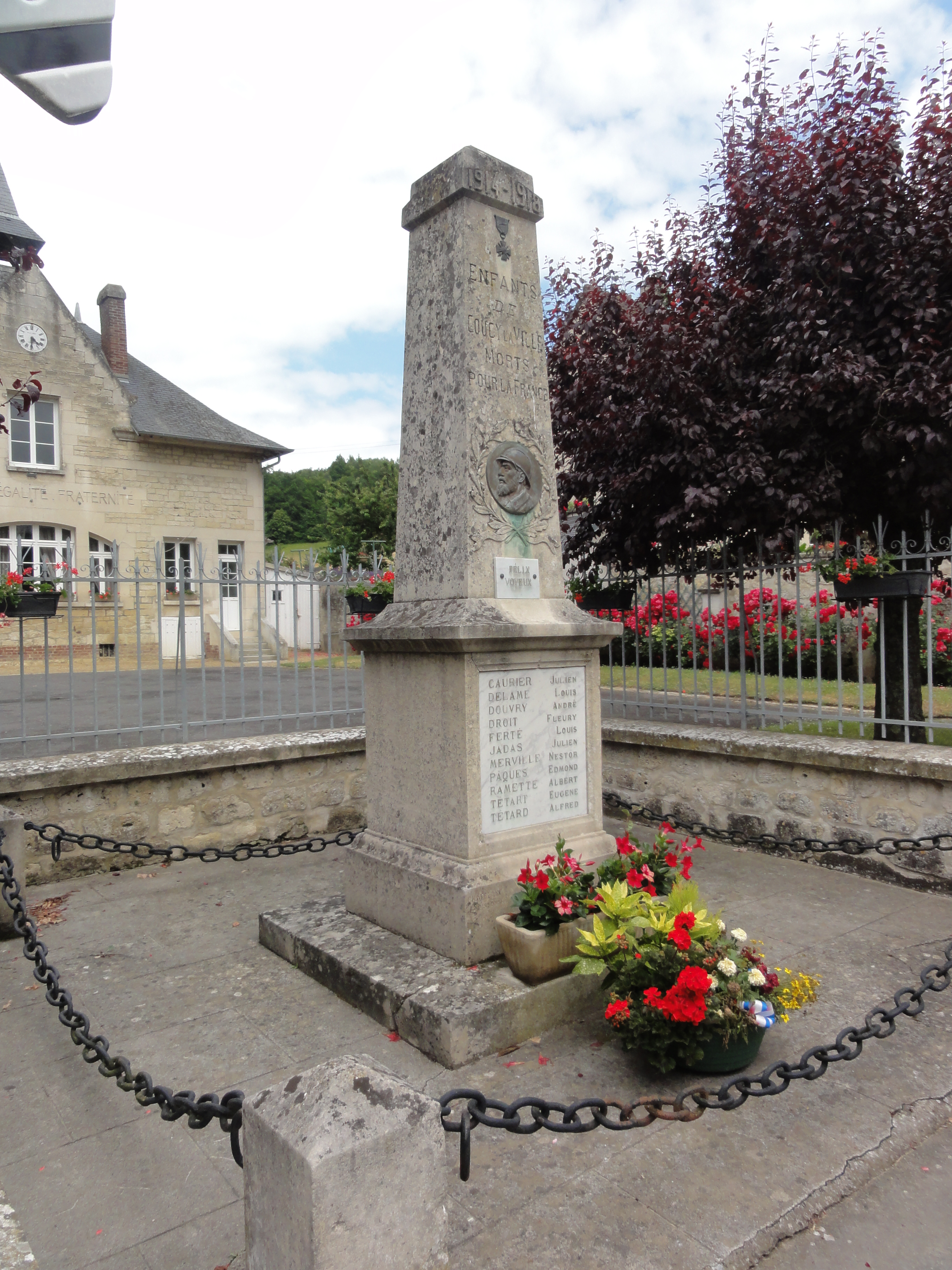
Gefallenendenkmal